# Parasongella ornaticeps
Parasongella ornaticeps är en insektsart som först beskrevs av Lucien Chopard 1969.  Parasongella ornaticeps ingår i släktet Parasongella och familjen syrsor. Inga underarter finns listade i Catalogue of Life.